# مطار تخاملت إيليزي
مطار تخاملت إيليزي هو مطار داخلي يقع إليزي جنوب الجزائر.

## شركات الطيران
| شركات الطيران           | الوجهات                               |
| ----------------------- | ------------------------------------- |
| الخطوط الجوية الجزائرية | الجزائر، غرداية، ورقلة، جانت، تمنراست |
| طيران الطاسيلي          | الجزائر، جانت                         |